# 内山隼人
内山 隼人（うちやま はやと、1980年9月22日 - ）は日本のダンスパフォーマー。ダンスパフォーマンスユニット「WORLD ORDER」のメンバー。2022年より匝瑳市議会議員。

## 来歴
スーツ姿のロボットダンスでおなじみの、パフォーマンスユニット「WORLD ORDER」の結成当初からのメンバー。
CG効果の様な不思議な動きをするanimationというジャンルを得意とし、中でも、手を90°に曲げてパズルの様に展開するKINGTUTという動きを追及し続けている。
かつては「90」（カギカッコもTUTの指の動きを模している。読み方はナインティ）という名前で活動していた。
自然と触れ合うのが好きで、山登りやボルダリングをしたり、田んぼや畑を借りて自然農法を学んだり、他の生き物との共生についても勉強中。毎朝お茶を飲んで暮らす。
2018年に狩猟免許を取得しており、自ら猟に出ることも。7月に千葉県匝瑳市に引っ越し、環境負荷、エネルギー問題、お金に偏った世界、解決への糸口はローカリゼーションにあると考え生活において実践している。
2022年2月6日匝瑳市議会議員補欠選挙に出馬し当選。現在も市議会議員として活動している 
- 日本工学院専門学校声優演劇科[6]を卒業後、2004年プロダンサーとして活動を始める。2009年にダンスパフォーマンスユニット「WORLD ORDER」としてデビューし、「WORLD ORDER」のメンバーとして国内や海外のテレビ番組やCMに出演する[7]。
- プロトタイプ版を含め、森澤祐介とともに初期メンバーとしてWORLD ORDERとして公開された全てのPVに出演している。[8]
- 2019年までにミュージックビデオ制作の為に名古屋、東京、京都、横浜、アメリカ合衆国、イギリス、フランス、ドイツ、中華人民共和国、インド、タイ、フィリピン、台湾、メキシコなどで撮影を行う。
- 新潟Komachiでコラム「WORLD ORDER内山隼人の日日是好日」を連載した。（2016年6月−2019年6月）[9]
- 2021年9月11日、1年9ヶ月ぶりにWORLD ORDER 「CENSORSHIP」が公開された。

### PV
- WORLD ORDER

「WORLD ORDER」（2009年12月）
「MIND SHIFT」（2010年7月）「BOY MEETS GIRL」（2010年9月）「WORLD ORDER in New York」（2010年9月）
「MACHINE CIVILIZATION」（2011年3月）「2012」（2011年10月）
「AQUARIUS」（2012年5月）「CHANGE YOUR LIFE」（2012年8月）「PERMANENT REVOLUTION」（2012年9月）
「IMPERIALISM」（2013年6月）「Welcome to TOKYO」（2013年10月）「LAST DANCE」（2013年12月）
「THIS IS LIFE」（2014年2月）「HAVE A NICE DAY」（2014年3月）「INFORMAL EMPIRE」（2014年11月）
「THE HISTORY OF VOICE 2015」（2015年3月）「MULTIPOLARITY」（2015年7月）「THE NEXT PHASE」（2015年10月）
「QUIET HAPPINESS（China）」「QUIET HAPPINESS（India）」（2016年2月）「HAVE A NICE DAY(Shibuya Ver.)」（2016年5月）
「SINGULARITY」（2017年3月）「FIND THE LIGHT IN THAILAND」（2017年9月）「ONE STEP FORWARD」（2017年11月）
「Let's start WW3」（2018年3月）「MISSING BEAUTY」（2018年10月）
「BIG BROTHER」（2019年1月）「WE ARE ALL ONE」（2019年4月）「EXODUS」（2019年12月）
- WORLD ORDER以外の出演[2]

YUKI「JOY」、石野卓球「SAIREN」、木村カエラ「BANZAI」、BｏA「SPARKLING」、POLYSICS「PrettyGood」、
スガシカオ「午後のパレード」、「コノユビトマレ」、RYUKYUDISKO「夢のFUTURE」、
サカナクション「ネイティブダンサー」、flumpool「夏DIVE」、NEWS小山「Love　Addiction」、
TATE&MARKIE「冬日和」、RIP SLIME×adidas「FIVE-TWO 3」　他

### テレビ
- ZIP!（日本テレビ）[10]
- 行列のできる法律相談所（日本テレビ）[11]
- みんなDEどーもくん!（NHK BSプレミアム）[12]
- アメージング・レース26（CBS）[13]
- しまじろうのわお!（テレビせとうち）[14]
- 全力教室（フジテレビ）[15]
- SMAPxSMAP（フジテレビ）[16]
- 春满东方群星新春大联欢 2016（上海电视台官方频道 SMG Shanghai TV）[17]

### CM
- 洋服の青山（2012年9月-2014年9月）[18]
- 株式会社マクロミル（2012年9月-2013年8月）[19]
- シャープ株式会社（2013年6月-2013年12月）[20]
- 住友商事株式会社（2013年12月-2014年5月）[21]
- 社団法人日本旅行業協会（Japan Association of Travel Agents）（2014年4月-2017年3月）[22]
- TOYOTA Motor Asia Pacific（2014年7月-2015年6月）[23]
- VISA Debit（2014年2月）
- DyDo Drinco Ru（2014年2月-2015年6月）
- GMOクリック証券UK（2015年1月-2015年12月）
- Z.com Trade（2015年4月）[24]
- 日本コカ・コーラ「リアルゴールド ワークス」（2016年）[25]
- KYMCO K50 Concept（2016年3月）[26]
- BROADWAY（百老匯）（2016年6月）[27]
- 楽楽精算（2016年8月）[28]
- ファミリーイナダ「ルピナス」（2016年10月-2017年3月）[29]
- 小米科技（2016年12月）[30]
- レコチョク（2017年2月17日-2017年3月15日）[31]
- Tissot[ティソ]（2017年4月12日）[32]
- 新光三越（2018年8月）[33]
- LAMI （2019年9月）[34]

### Live・公演
- 須藤元気Present's WORLD ORDER 1st LIVE ～始動～（2011年4月24日、Mt.RAINIER HALL SHIBUYA PLEASURE PLEASURE）
- 須藤元気Present's WORLD ORDER LIVE ～Beginning of the world～（2011年12月30日-2012年1月14日、日本橋三井ホール、大阪松下IMPホール、渋谷公会堂）[35]
- 須藤元気Present's WORLD ORDER LIVE ～2012～（2012年7月11日、東京国際フォーラム、7月15日、NHK大阪ホール）[36]
- 須藤元気Present's WORLD ORDER in 武道館（2013年4月20日、日本武道館）[37]
- WORLD ORDER TOUR 2014（2014年1月29日-2月25日、Zepp DiverCity、Zepp Namba、Zepp Sapporo、Zepp Nagoya、Zepp Fukuoka）[38]
- WORLD ORDER TOUR 2015（2015年1月13日-2月2日、Zepp DiverCity、大阪オリックス劇場、Zepp Nagoya、Zepp Tokyo）[39]
- WORLD ORDERアート展（2015年6月1日-6日、文房堂ギャラリー）[40]
- WORLD ORDER文化祭（2015年8月23日、Mt.RAINIER HALL SHIBUYA PLEASURE PLEASURE）[41]
- WORLD ORDER文化祭2（2015年12月30日、品川インターシティホール）[42]
- WORLD ORDERアート展（2016年5月9日-14日、文房堂ギャラリー）[43]
- 2016 SUMMER LIVE! WORKING WORLD（2016年8月20日-21日、東京グローブ座）[44]
- WORKING WORLD 2016 REMIX（2016年12月29日-30日、Zeppブルーシアター六本木）[45][46]
- 第3回WORLD ORDERアート展（2017年5月1日-6日、文房堂ギャラリー）[47]
- SINGULARITY（2017年8月14日-16日、Mt.RAINIER HALL SHIBUYA PLEASURE PLEASURE）[48]
- 恋の第三次世界大戦（2018年5月2日-3日、原宿クエストホール）[49]
- 恋の第三次世界大戦（再演）（2018年8月11日-12日、Alternative Theatre）[50]
- WORLD ORDER in OSAKA 2019（2019年2月23日、大阪）[51]
- 名古屋ブルーノート「WORLD ORDER」（2019年5月6日、名古屋ブルーノート）[52]
- WORLD ORDER 10th Anniversary LIVE「Prism」七色の光と影（2019年12月20日-21日、神田明神ホール）[53]

### イベント
- Worldwide Partner Conference 2011（マイクロソフト主催）オープニングイベント（2011年7月10日、アメリカ・ロサンゼルス、ステイプルズ・センター）[54]
- 日印グローバル・パートナーシップ・サミット2011晩餐会（2011年9月5日、東京都コンベンションホール）[55]
- WORLD DANCING SHOWCASE（2012年4月30日、HEP HALL）[56]
- MTV VIDEO MUSIC AWARDS JAPAN（2012年6月23日、幕張メッセ幕張イベントホール）[57]
- Music WolFloW vol.3 ISLAND BEAT FESTIVAL in 伊王島（2012年9月15日、長崎・伊王島野外ステージ）[58]
- 光の回廊2012-甦る古の記憶-（2012年9月16日、飛鳥資料館）[59]
- JCフォーラム2012（名古屋青年会議所主催）（2012年10月21日、名古屋市公会堂）[60]
- 第9回東京国際ミュージックマーケット ショーケースライブ（2012年10月25日、東京・Zepp DiverCity）[61]
- OTO-NANO FES（2013年1月23日、赤坂BLITZ）[62]
- Isle of MTV Miyakojima（2013年3月23日、沖縄県宮古島）[63]
- TEDxTodai2013（2013年6月16日、東京大学）[64]
- SNIFF OUT 2013（2013年7月20日、インテックス大阪）[65]
- JOIN ALIVE（2013年7月27日、北海道岩見沢）[66]
- a-nation ヒートアイランドカーニバル 2013（2013年8月4日、国立代々木場第一体育館）[67]
- イナズマロックフェス 2013（2013年9月22日、滋賀県草津市烏丸半島芝生広場）[68]
- みなと新潟「光の響演2017」（2017年9月17日、新潟市歴史博物館みなとぴあ）[69]
- 長岡開府400年記念式典（2018年5月27日、アオーレ長岡）[9]
- 第3回ソーラーシェアリング収穫祭（2019年11月17日、匝瑳メガソーラーシェアリング第一発電所）[70]
- まちづくり広場〜移住者が語る匝瑳市の○と×〜（2020年2月22日、のさかアリーナ文化ホール）[71]
- ちば移住セミナー ちばのとっぱずれでくらす（2020年11月20日、ZOOM）[72]
- 晩秋のたわむれWS　内山亭を救え！〜テーマ　光・風・水・空間〜（2020年11月21日・22日）[73]